# Mario Vella
Mario Vella (* 1953 in Tripolis) ist ein maltesischer Philosoph, Ökonom und Politiker. Von Juni 2016 bis Dezember 2020 war er Gouverneur der Zentralbank Malta.

## Leben
Vella wurde in Tripolis geboren und wuchs dort in der italienischen Gemeinschaft auf. Er besuchte in Tripolis die römisch-katholische Schule. Nachdem seine Familie nach Malta zurückgekehrt war, ging er auf das De La Salle Kolleg in Cottonera. Anschließend studierte er Philosophie an der Universität Malta, Soziologie an der Universität London und Internationale Politische Ökonomie an der Humboldt-Universität zu Berlin. Nach dem Studium begann er an öffentlichen Schulen italienisch und Soziologie zu unterrichten. Danach lehrte er Politische Ökonomie und Sozialen Wandel an der Universität von Malta. Er war unter anderem Gastprofessor an der Universität Edinburgh, Urbino und der Katholischen Universität vom Heiligen Herzen in Mailand.
Es folgte eine jahrelange Tätigkeit als CEO der maltesischen Investment- und Marketing Gesellschaft „Malta Development Corporation“, der staatlichen „Malta Enterprise“ und Tätigkeiten beim Wirtschaftsprüfer Grant Thornton International. 2016 folgte seine Berufung zum Gouverneur der Zentralbank von Malta.

## Werke
- Zur Analyse und Kritik britischer bürgerlicher Konzeptionen über ökonomische Internationalisierung und Weltwirtschaft unter besonderer Berücksichtigung der philosophischen Grundlagen und der politischen Wirkungen, Berlin, Humboldt-Univ., Diss. B, 1984